# 15392 Budějický
15392 Budějický là một tiểu hành tinh vành đai chính với chu kỳ quỹ đạo là 1251.9034148 Earth ngày (3.43 Earth năm).
Nó được phát hiện ngày 11 tháng 10 năm 1997.